# Кузьниця-Ґрабовська
Кузьниця-Ґрабовська (пол. Kuźnica Grabowska) — село в Польщі, у гміні Крашевиці Остшешовського повіту Великопольського воєводства.
Населення — 595 осіб (2011).
У 1975-1998 роках село належало до Каліського воєводства.

## Демографія
Демографічна структура станом на 31 березня 2011 року:
|          | Загалом | Допрацездатний вік | Працездатний вік | Постпрацездатний вік |
| -------- | ------- | ------------------ | ---------------- | -------------------- |
| Чоловіки | 302     | 82                 | 193              | 27                   |
| Жінки    | 293     | 67                 | 165              | 61                   |
| Разом    | 595     | 149                | 358              | 88                   |